# Ібрагім Махляб
Ібрагім Махляб (араб. إبراهيم محلب; нар. 12 квітня 1949) — єгипетський державний і політичний діяч, прем'єр-міністр Єгипту від лютого 2014 до вересня 2015 року.

## Життєпис
Займав керівні пости в «Arab Contractors», одній з найбільших інженерно-будівельних фірм на Близькому Сході. 2010 року увійшов до складу верхньої палати єгипетського парламенту.
Після військового перевороту 2013 року отримав пост міністра житлового будівництва в кабінеті Хазема аль-Баблауї. Перебуваючи на посаді, насильно виселив 1200 родин із власних будинків у Каїрі, які було зруйновано.
24 лютого 2014 року тимчасовий президент Єгипту Адлі Мансур призначив Ібрагіма Махляба на посаду прем'єр-міністра. Мансур доручив йому сформувати новий уряд, оскільки попередній на чолі з аль-Баблауї пішов у відставку. На новій посаді Махляб пообіцяв зосередитись на боротьбі з тероризмом.
9 червня, після того як Абдель Фаттах Ас-Сісі склав присягу як президент Єгипту, відповідно до конституції уряд у повному складі подав у відставку. 17 червня склав присягу новий кабінет Махляба. Серед 34 міністрів — 21 особа мала посади у попередньому уряді, зокрема міністр оборони Сідкі Субхі та внутрішніх справ Мухаммед Ібрагім, 13 нових осіб, у тому числі — міністр закордонних справ Самех Шукрі, а 4 особи — жінки.
7 вересня міністр сільського господарства Салах Хеляль подав у відставку й за результатами тривалого розслідування був затриманий за звинуваченням в отриманні хабарів від бізнесменів за незаконну видачу ліцензій на земельні ділянки. 12 вересня серез корупційний скандал Махляб заявив, що уряд у повному складі йде у відставку. Формування нового кабінету було доручено міністру з видобутку нафти Шерифу Ісмаїлу, який 19 вересня склав присягу.